# Curtis Martin
Curtis Martin (Pittsburgh, 1º maggio 1973) è un ex giocatore di football americano statunitense che ha giocato nel ruolo di running back nella National Football League (NFL) per i New England Patriots ed i New York Jets nel corso dei suoi dieci anni di carriera.
Martin iniziò la sua carriera professionale coi Patriots, che lo scelsero nel terzo giro del Draft 1995. Nel 1998 passò ai Jets dove nel 2005 terminò la sua carriera a causa di un infortunio. Martin è il quinto assoluto di tutti i tempi per yard corse in carriera. È stato inserito nella Pro Football Hall of Fame nel 2012.

## Carriera

### New England Patriots
Martin fu scelto dai New England Patriots nel terzo giro del Draft 1995. Debuttò come professionista nella vittoria della settimana 1 contro i Cleveland Browns. Corse 30 yard nel suo primo possesso e terminò la sua prima gara con 102 yard. Fu il primo rookie della storia dei Patriots a correre 100 yard nella sua gara di debutto. Martin corse per oltre cento yard per otto volte in quella stagione, che terminò guidando la AFC con 1.487 yard e 14 touchdown. Fu premiato come rookie offensivo dell'anno e convocato per il Pro Bowl.
L'anno successivo, Martin corse solo due volte per cento yard, riuscendo comunque a terminare con 1.152 yard e 14 touchdown corsi. Nella prima gara di playoff in carriera fu un giocatore chiave per la vittoria dei Patriots nel turno delle wild card contro i Pittsburgh Steelers. Corse un record di franchigia di 166 yard e segnò tre touchdown, incluso uno da 78 yard, all'epoca il più lungo della storia dei playoff. I Patriots giunsero fino al Super Bowl XXXI, dove persero coi Green Bay Packers. Martin corse 42 yard, ricevette tre passaggi per 28 yard e segnò un touchdown nella partita. A fine anno fu di nuovo convocato per il Pro Bowl.

### New York Jets
Dopo essere divenuto free agent, il 20 marzo 1998 Martin firmò con i New York Jets un contratto di sei anni del valore di 36 milioni di dollari. Nelle sue prime sette stagioni con i Jets, Martin saltò una sola partita e fu convocato tre volte per il Pro Bowl. Nel 1998 guadagnò 182 yard dalla linea di scrimmage e segnò due touchdowns contro i Jacksonville Jaguars nella vittoria dei Jets nei playoff. Nel 2004, Martin corse un massimo stagionale di 196 yard contro i Cincinnati Bengals nella partita del debutto casalingo, superando altre otto volte le cento yard quell'anno e terminando con 1.697 yard. Guidò la NFL in yard corse con una sola yard in più di Shaun Alexander, divenendo il più vecchio giocatore della storia a compiere questa impresa. Fu premiato come running back dell'anno, nominato All-Pro e convocato per il suo quinto e ultimo Pro Bowl.

## Palmarès

### Franchigia
- American Football Conference Championship: 1

New England Patriots: 1996

### Individuale
- Convocazioni al Pro Bowl: 5

1995, 1996, 1998, 2001, 2004
- All-Pro: 3

1999, 2001, 2004
- Rookie offensivo dell'anno: 1

1995
- Maggior numero di yard corse nella stagione NFL: 1

2004
- Running back dell'anno: 1

2004
- Running back della settimana: 1

1ª settimana della stagione 2004
- Bart Starr Award: 1

2005
- PFWA All-Rookie Team - 1995
- Pro Football Hall of Fame (Classe del 2012)
- Leader di tutti i tempi dei New York Jets per yard corse (10.302)
- Club delle 10.000 yard corse
- Quinto di tutti i tempi per yard corse
- Formazione ideale dei New England Patriots degli anni 90
- Formazione ideale del 40º anniversario dei New York Jets
- New York Jets Ring of Honor

## Statistiche
| Anno     | Squadra              | Gare | Tent. | Yards  | Media | TD |
| -------- | -------------------- | ---- | ----- | ------ | ----- | -- |
| 1995     | New England Patriots | 16   | 368   | 1,487  | 4.0   | 14 |
| 1996     | New England Patriots | 16   | 316   | 1,152  | 3.6   | 14 |
| 1997     | New England Patriots | 13   | 274   | 1,160  | 4.2   | 4  |
| 1998     | New York Jets        | 15   | 369   | 1,287  | 3.5   | 8  |
| 1999     | New York Jets        | 16   | 367   | 1,464  | 4.0   | 5  |
| 2000     | New York Jets        | 16   | 316   | 1,204  | 3.8   | 9  |
| 2001     | New York Jets        | 16   | 333   | 1,513  | 4.5   | 10 |
| 2002     | New York Jets        | 16   | 261   | 1,094  | 4.2   | 7  |
| 2003     | New York Jets        | 16   | 323   | 1,308  | 4.0   | 2  |
| 2004     | New York Jets        | 16   | 371   | 1,697  | 4.6   | 12 |
| 2005     | New York Jets        | 12   | 220   | 735    | 3.3   | 5  |
| Carriera |                      | 168  | 3,518 | 14,101 | 4.0   | 90 |